# Ischnus sericeus
Ischnus sericeus är en stekelart som beskrevs av Schiodte 1839. Ischnus sericeus ingår i släktet Ischnus och familjen brokparasitsteklar. Inga underarter finns listade i Catalogue of Life.